# Cacciamali 635
LeCacciamali TCC 635 "ELFO" est un midibus urbain électrique fabriqué par le constructeur italien Cacciamali à partir de 2001 jusqu'en 2010.

## Caractéristiques
Présenté en 2001, il repose sur un châssis IVECO. Il est équipé du moteur électrique ENOVA EDM 120 développant 120 kW soit l'équivalent de 163 Ch DIN. 
Cette version "Mini" offre 37 places dont 11 assises, 24 debout plus 4 strapontins (en option), 1 place pour fauteuil handicapé et 1 place de service. L'accès pour fauteuil handicapé est favorisé par une plateforme inclinée extractible sous la porte centrale.
Ce véhicule de taille "minibus" est proposé uniquement avec un moteur électrique et batteries rechargeables Sodium/Nickel/Chlore d'une capacité de 180 Ah, la consommation est de 85 kWh aux 100 km. La version avec moteur diesel est baptisée TTC 635/685 "Grifone".

## Commercialisation
Plusieurs exemplaires circulent en Italie, 24 à Turin et 8 à Gènes. La société des transports en commun d'Utrecht aux Pays-Bas en a également compté dans son parc.